# نقار خشب الخليج
نقار خشب الخليج (الاسم العلمي: Blythipicus pyrrhotis) هو نوع من فصيلة نقار الخشب.